# Monte Caslano
Monte Caslano är ett berg i Schweiz. Det ligger i distriktet Lugano och kantonen Ticino, i den sydöstra delen av landet, 160 km sydost om huvudstaden Bern. Toppen på Monte Caslano är 525 meter över havet, eller 251 meter över den omgivande terrängen. Bredden vid basen är 1,4 km.
Terrängen runt Monte Caslano är huvudsakligen kuperad, men norrut är den bergig. Närmaste större samhälle är Lugano, 8,3 km nordost om Monte Caslano.
I omgivningarna runt Monte Caslano växer i huvudsak blandskog. Runt Monte Caslano är det ganska tätbefolkat, med 160 invånare per kvadratkilometer.